# Herbert Richter
Herbert Richter (Chemnitz, 26 de abril de 1947) es un deportista de la RDA que compitió en ciclismo en la modalidad de pista, especialista en la prueba de persecución por equipos.
Participó en los Juegos Olímpicos de Múnich 1972, obteniendo una medalla de plata en la prueba de persecución por equipos (junto con Thomas Huschke, Heinz Richter y Uwe Unterwalder). Ganó dos medallas de plata en el Campeonato Mundial de Ciclismo en Pista, en los años 1970 y 1971.

## Medallero internacional
| Juegos Olímpicos   | Juegos Olímpicos        | Juegos Olímpicos | Juegos Olímpicos            |
| Año                | Lugar                   | Medalla          | Competición                 |
| ------------------ | ----------------------- | ---------------- | --------------------------- |
| 1972               | Múnich (RFA)            | Medalla de plata | Persecución por equipos     |
| Campeonato Mundial |                         |                  |                             |
| Año                | Lugar                   | Medalla          | Competición                 |
| 1970               | Leicester (Reino Unido) | Medalla de plata | Persecución por equipos (A) |
| 1971               | Varese (Italia)         | Medalla de plata | Persecución por equipos (A) |